# Cerca de lo lejos (1979)
Cerca de lo lejos es una publicación de Elías Nandino bajo el Fondo de Cultura Económica perteneciente a la colección Letras Mexicanas que compila su poesía de 1972-1978. Se compone de un prefacio que da origen al libro, una primera parte que va de la página 17-42; una segunda llamada Impromptus de la página 43-54; y la tercera Raíces de la página 55-67. Son pequeños poemas que tocan los temas que Nandino siempre trató en su obra: amor, muerte, religión, filosofía, poesía (metapoesía), estados mentales y la naturaleza como evidencia de la existencia. 
Algunos de los poemas van dedicados a otros poetas muy allegados a él como Carlos Pellicer Cámara, Octavio Paz y José Emilio Pacheco. Se tiraron 5,000 ejemplares. 

## Prefacio
- Cerca de lo lejos

## Primera parte
- Perfección fugaz
- Fecha imborrable
- Décima al vuelo
- La Luna
- Casi a la orilla
- Demanda
- ¡Quién pudiera...!
- Lo último y lo único
- Yo me iré
- Intervalo
- Tardío aprendizaje
- Obsesivo anheloSibreSoledad a solas
- El poema inasible
- Idilio incorpóreo
- Imprecación
- Llega el día

## Segunda parte: Impromptus
- ¿Para qué?
- Revelación
- El amor
- Futuro ineludible
- Sin sentir
- Súplica
- Oscuridad eterna
- Irritación
- Contraprueba
- El mundo y el hombre

## Tercera parte: Raíces
- Sobresalto
- Revelación
- Derecho de propiedad
- Hormiguero
- Reafirmación
- Test
- Pre-meditación
- Asaltos
- Dedicatoria extemporánea
- Descubrimiento
- Cuando las campanas
- En verano
- Carro alegórico

- Datos: Q28518276